# Autophila subligaminosa
Autophila subligaminosa är en fjärilsart som beskrevs av Otto Staudinger 1888. Autophila subligaminosa ingår i släktet Autophila och familjen nattflyn. Inga underarter finns listade i Catalogue of Life.